# Gina Prince-Bythewood
Gina Prince Bythewood (10 de junho de 1969) é uma cineasta e roteirista estadunidense.

## Biografia
Escreveu e dirigiu The Secret Life of Bees um drama e aventura, ecom roteiro baseado no romance The Secret Life of Bees, de Sue Monk Kidd.. Estrelado por Queen Latifah.
Dirigiu o filme épico histórico americano The Woman King (bra/prt: A Mulher Rei) a partir de um roteiro co-escrito por ela com Dana Stevens, e lançado em 2022 pela Sony Pictures Releasing. É estrelado por Viola Davis, Thuso Mbedu, Lashana Lynch, John Boyega, Adrienne Warren, Sheila Atim, Jayme Lawson e Hero Fiennes Tiffin.

## Filmografia
- Love and Basketball (2000)
- Disappearing Acts (2002)
- The Secret Life of Bees (2008)(bra/prt: A Vida Secreta das Abelhas)[5][6]
- Beyond the Lights (2014)
- The Old Guard (2020)
- A Mulher Rei (2022)[7][8]